# Brokmanakin
Brokmanakin (Machaeropterus eckelberryi) är en nyligen beskriven fågelart i familjen manakiner inom ordningen tättingar.

## Utbredning och systematik
Brokmanakinen beskrevs som ny art så nyligen som 2017. Den förekommer enbart i norra Peru, mycket lokalt på bergstoppar i Andernas förberg i östra San Martín och sydvästra Loreto.

## Status
Internationella naturvårdsunionen IUCN kategoriserar den som livskraftig.